# Axel von Kothen
Carl Axel von Kothen, född 15 augusti 1871 i Fredrikshamn, död 7 juli 1927 i Ekenäs, var en finländsk friherre, tonsättare, sångare och musikpedagog. Han var brorson till Casimir von Kothen.
Axel von Kothen blev student 1894, studerade musik vid Helsingfors musikinstitut och i utlandet, främst i Rom, samt uppträdde som sångare vid konserter i hem- och utlandet. Han var lärare i solosång vid ovannämnda institut från 1908 och komponerade en symfoni i A-dur, en svit i C-dur samt många kantater, kör- och solosånger.